# La Serra (Figuerola d'Orcau)
La Serra és un indret del terme municipal d'Isona i Conca Dellà, a l'antic terme de Figuerola d'Orcau, al Pallars Jussà.
El lloc és a ponent de la vila de Figuerola d'Orcau, a migdia de la carretera C-1412b, al sud-oest de Cal Ferrer. Forma una petita serra, d'on el nom, que conté vestigis de la batalla del Pallars de la Guerra Civil, com ara trinxeres, nius de metralladores i petits búnquers.
S'anomena la Serra tant el tros damunt del serrat, com el que s'estén als seus peus, en direcció a Figuerola d'Orcau.